# Uddjaure

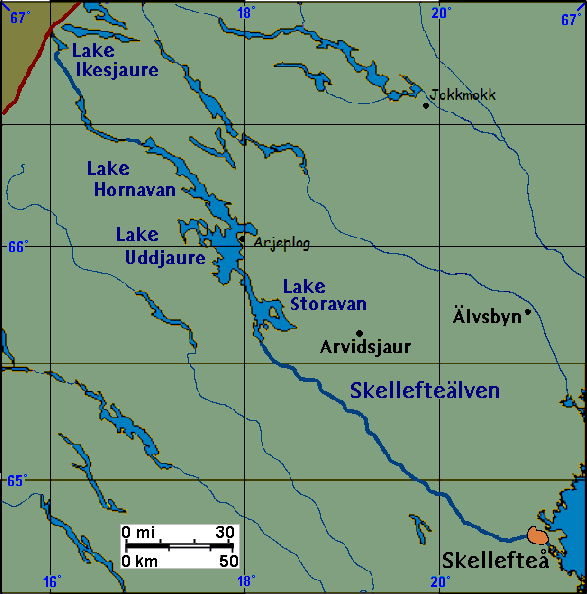
poloha jezera na mapě

Uddjaure je jezero v Laponsku v kraji Norrbotten v severním Švédsku. Jeho rozloha kolísá mezi 190 až 250 km². Nachází se v nadmořské výšce 420 m.

## Vodní režim
Protéká jím řeka Skellefte, která do něj přitéká z jezera Hornavan, se kterým hraničí na severu. Mezi oběma jezery leží město Arjeplog.